# Maskerpijlstaartrog
De maskerpijlstaartrog (Neotrygon annotata) is een vissensoort uit de familie van de pijlstaartroggen (Dasyatidae). De wetenschappelijke naam van de soort is voor het eerst geldig gepubliceerd in 1987 door Last.